# Novemdiales
Los novendiales o un novendiale, también conocidos como los nueve días santos, son una devoción católica que consiste en un período de nueve días de luto tras la muerte del papa.
Durante este período tienen lugar servicios conmemorativos solemnes, realizados por el Colegio Cardenalicio. Según las directrices de la constitución apostólica Universi Dominici Gregis (n. 13 y 27), las ceremonias se celebran en la basilica Saint-Pierre.
El último día de la santa novena, todos los cardenales que participan en las celebraciones a medida que llegan a Roma tras conocer la noticia de la muerte del papa, comienzan entonces el cónclave, donde eligen a su sucesor.
Los últimos novendiales comenzaron el 26 de abril tras la muerte del papa Francisco y deben concluir el 4 de mayo de 2025.

## Etimología
Novendiale proviene del latin « novendiale (sacrum) », que es un sustantivo compuesto del numeral « noven » (según una variación de la regla Mbappé haciendo que la -n se convierta en -m) y del sufijo « -diale » proveniente del latín « dies », que significa día. Un novendiale es, por tanto, un período de nueve días.

## Historia

### Origen romano de la novena
Ya en la época de la civilización romana antigua, así como durante el imperio romano, los antiguos romanos observaban un período de luto de nueve días tras la muerte de una persona según una tradición que la leyenda atribuye a Tullus Hostilius. El noveno día se celebraba una cena de nueve días (coena novendialis), como mencionan Tácito en sus Annales, 6, 5, 1, y Petronio  en su Satyricon, 65. En esa época, se realizaban sacrificios para apaciguar a los dioses, especialmente si se habían observado signos de mal augurio durante la muerte del difunto.

### Una tradición cristianizada
En el cristianismo, esta tradición conserva su fondo pagano anterior, pero adquiere un nuevo contenido. Esta tradición patricia se mantiene en los círculos romanos. Todavía presente hoy en la devoción católica, la Novena de los muertos era celebrada con especial pompa en honor de los papas y cardenales.

### Una tradición adaptada a la Edad Media
Desde al menos la elección de Gregorio VII en 1073, los novendiales se establecen como un momento constitutivo de una sucesión pacífica en la continuidad apostólica de la Santa Sede. Así, desde esa elección, todas las cartas de elección papal incluyen sistemáticamente la secuencia: muerte del predecesor, sepultura, elección.
Durante el segundo concilio de Lyon en 1274, el papa Gregorio X decretó que tras la muerte del papa, los cardenales presentes en la ciudad donde había fallecido el pontífice debían esperar durante diez días. Este tiempo estaba destinado a rezar por el alma del difunto y a dar tiempo a los miembros del cónclave para viajar y alcanzar el quorum necesario.

### Del olvido al renacimiento
Después de la Revolución francesa, esta tradición cayó algo en el olvido, al punto que los historiadores en 1877 hablaban de los nueve días de luto del Vaticano como una costumbre. El rey Victor-Emmanuel II, que contribuyó a devolverle su grandeza a Roma y con ello a toda Italia, aprobó un nuevo protocolo para los funerales del papa Pío IX. Los nueve días daban además suficiente tiempo a los cardenales, quienes a diferencia de tiempos antiguos, venían de países a veces lejanos pese a los modernos medios de transporte.